# When Patty Went to College
When Patty went to College (in italiano: Quando Patty andava al college) è il primo romanzo pubblicato dalla scrittrice statunitense Jean Webster. Dopo alcune iniziali difficoltà nel trovare un editore, il libro venne pubblicato nel marzo 1903 e ottenne subito buone recensioni da parte della critica grazie al suo stile ironico, brillante ed informale. Si tratta del sequel del libro Just Patty, sesto romanzo pubblicato dalla Webster nel 1911. When Patty went to College si ispira alla vita universitaria della scrittrice.

## Trama
Patty Wyatt frequenta un college americano: allegra, spensierata e astuta, ha imparato ad ingraziarsi gli insegnanti ed superare gli esami senza studiare eccessivamente, ha sempre una scusa pronta e credibile nel caso in cui si cacci in qualche guaio. Ciononostante, non è una ragazza superficiale: non esita a schierarsi dalla parte degli indifesi e, nel corso della vicenda, aiuta una studentessa italiana che rischia l'espulsione per essere stata bocciata troppe volte agli esami. 
Sul finale, Patty inizia a pensare al suo futuro e la casuale conversazione con un vescovo le fa capire l'importanza di essere più responsabili nella vita. 

## Edizioni
- Jean Webster, Quando Patty andava al college, traduzione di Sara Staffolani, flower-ed, 2021.